# Каракудуцька сільська рада
Караку́дуцька сільська рада (рос. Каракудукский сельский совет) — сільське поселення у складі Акбулацького району Оренбурзької області Росії.
Адміністративний центр — селище Каракудук.

## Населення
Населення — 602 особи (2019; 737 в 2010, 1140 у 2002).

## Склад
До складу сільської ради входять:
| Населений пункт      | Населення, осіб (2002) | Населення, осіб (2010) |
| -------------------- | ---------------------- | ---------------------- |
| Веселий Другий, село | 305                    | 196                    |
| Каракудук, селище    | 633                    | 515                    |
| Юр'євка, село        | 202                    | 26                     |